# Batalla de Hlújiv (2022)
La batalla de Hlújiv fue una serie de enfrentamientos que comenzaron el 24 de febrero de 2022 en la ciudad de Hlújiv y el raión homónimo dentro del óblast de Sumy, como parte de la invasión rusa de Ucrania en 2022.

## Cronología

### 24 de febrero de 2022
Temprano en la mañana del 24 de febrero de 2022 a las 5:23 a. m., las tropas rusas cruzaron la frontera con de Ucrania, pasando por el puesto de control de Bashivsk. Según los funcionarios del óblast de Sumy, hasta 90 personas, incluidos 18 guardias fronterizos, fueron hechas prisioneras en el puesto de control fronterizo de Bashivsk. Los prisioneros fueron llevados al pueblo ruso de Kokino en el óblast de Briansk en la Rusia occidental.
La batalla en Hlújiv comenzó cuando los soldados rusos que capturaron el puesto de control fronterizo en Bachivsk intentaron avanzar hacia la ciudad de Shostka. En la carretera al norte de la ciudad entre Hlújiv y Bashivsk, una gasolinera explotó durante una batalla, matando a 1 soldado ucraniano e hiriendo a 3 más. 11 soldados ucranianos más resultaron heridos durante la primera hora de combate fuera de Hlújiv.
Las tropas rusas atravesaron Hlújiv al mediodía del 24 de febrero, y el gobernador del óblast de Sumy, Dmytro Zhyvytskyi, afirmó que las tropas rusas controlaban la carretera entre Hlújiv y la frontera rusa, junto con la ciudad de Baturin. Más tarde ese día a las 4:24 p. m., las fuerzas ucranianas reclamaron la destrucción de una columna de vehículos rusos, que supuestamente incluía 15 tanques T-72 y 14 vehículos blindados. Entre las 16:00 y las 23:30 horas del 24 de febrero en Hlújiv, no hubo enfrentamientos ni bombardeos.
Los combates se reiniciaron alrededor de las 11:30 en el pueblo de Peremoha, al sur de Hlújiv, y en el centro de Hlújiv, con las fuerzas ucranianas destruyendo un convoy del 58.º Ejército de Armas Combinadas.

### 25 de febrero
Al día siguiente, un convoy de 17 vehículos rusos pasó por Hlújiv camino a Dubovichi, y hubo una víctima civil después de que las tropas rusas le dispararan. En la noche del 25 de febrero, las tropas rusas aseguraron el control de la carretera Kipti-Bachivsk y establecieron barricadas para que los civiles no pudieran usar la carretera. El convoy se detuvo en la carretera por el resto del día.

### 26 y 27 de febrero
El 26 de febrero, 52 de los guardias fronterizos secuestrados previamente capturados en el puesto de control de Bachivsk fueron devueltos a Ucrania, aunque 26 guardias fronterizos aún permanecían bajo custodia rusa. Al día siguiente, tres BTG fueron detenidos cerca de Hlújiv.

### Marzo-Abril
En la tarde del 1 de marzo, las tropas ucranianas liberaron parcialmente la carretera Kipti-Bachivsk, que había sido controlada por las fuerzas rusas desde los primeros días de la invasión. Sin embargo, se desconoce si los funcionarios de Sumy pudieron acceder a Hlújiv. El 2 de marzo, los guardias fronterizos del 5.º destacamento fronterizo en un grupo avanzado, junto con unidades de las Fuerzas Armadas de Ucrania, expulsaron a los ocupantes y llegaron a la línea fronteriza estatal en el óblast de Sumy. En la tarde del 17 de marzo, las fuerzas rusas en Hlújiv cortaron el acceso a Internet y la electricidad con el resto de Ucrania.
Las fuerzas rusas se retiraron de Hlújiv a principios de abril tras el fracaso de la ofensiva en el noreste de Ucrania. Las fuerzas ucranianas recuperaron el control de Hlújiv el 11 de abril, junto con el resto de los óblasts de Sumy, Chernígov y Kiev. Sin embargo, debido a la proximidad con la frontera rusa, Hlújiv ha sido objeto de ataques aéreos y escaramuzas rusas desde que fue recuperada por las fuerzas ucranianas.

## Secuelas
Después de que las fuerzas ucranianas recuperaran el control de Hlújiv, los pirotécnicos descubrieron 1.145 artefactos explosivos en el pueblo de Oblozhky, cerca de Hlújiv. Las fuerzas rusas también comenzaron a bombardear comunidades fronterizas en los óblasts de Sumy y Chernígov, incluido Hlújiv. El primer incidente en Hlújiv fue el 9 de mayo, durante el Día de la Victoria, cuando las fuerzas rusas bombardearon un cementerio judío. El 18 de mayo se escucharon 10 explosiones en Hlújiv. The next incident of shelling in Hlukhiv was on July 1, after Russian forces shelled numerous border towns including Hlukhiv. El siguiente incidente de bombardeo en Hlújiv fue el 1 de julio, después de que las fuerzas rusas bombardearan numerosos pueblos fronterizos, incluido Hlújiv. El 18 de julio, las fuerzas rusas bombardearon Hlújiv nuevamente, sin bajas.